# ジュウブンノサン
『ジュウブンノサン』は、2015年から日本テレビで放送されたバラエティ番組。2016年7月10日日曜日0:55-1:25(土曜深夜)より「-ザ・サバイバル」として5週限定でレギュラー化された。

## 概要
「ネタ」「VTR」「オオギリ（大喜利）」「ドッキリ」の4ジャンルに10人の芸人が挑戦。
一般審査員100名がそれらの審査を行い、各ジャンル上位3組のみがオンエアされる。なお、オンエアされなかった作品に関しては放送後、本放送と共にhuluで配信される。
2016年7月10日からは、5週限定でレギュラー放送。
前半3週は17組30名の芸人を10名×3週に分けて「ネタ」「VTR」で争い、各ジャンルでオンエアされた3組が、1位から10点・8点・5点を獲得。各週で2ジャンルの合計点1位だった3組と、2位の中から得点上位2組が後半2週の決勝に進出。
決勝では「ネタ」「VTR」に個人戦の「トーク」を加えた3ジャンルで争い、総合成績が最も良かった1組が次回特番の出場権を獲得できる。

## 出演者
- 第1回
  - あばれる君、井上裕介（NON STYLE）、狩野英孝、千鳥、チョコレートプラネット、ピース、福田彩乃
  - 「ネタ」「VTR」「オオギリ（大喜利）」「ドッキリ」の4ジャンル。「ネタ」と「ドッキリ」では、あばれる君・井上裕介はコンビ「アバスタイル」として参加。「オオギリ（大喜利）」は、個人戦で実施。
  - 大村朋宏（トータルテンボス）- 天の声
- 第2回
  - 井上裕介（NON STYLE）、イモトアヤコ、おかずクラブ、狩野英孝、千鳥、とにかく明るい安村、トータルテンボス
  - 本放送では、「ネタ」「VTR」「ドッキリ」の3ジャンル。「ネタ」と「ドッキリ」では、井上裕介・イモトアヤコはコンビ「イモスタイル」として参加。「オオギリ（大喜利）」は、放送後の動画配信という形で発表。
  - 陣内智則 - 天の声
- 第3回
  - アバスタイル（あばれる君、井上裕介（NON STYLE））、ウーマンラッシュアワー、千鳥、トータルテンボス、メイプル超合金
  - 「ネタ」「VTR」「ドッキリ」の3ジャンル。
  - 陣内智則 - 天の声
- ザ・サバイバル第1回
  - 阿佐ヶ谷姉妹、うしろシティ、サンシャイン池崎、しずる、ダイタク、永野
  - 陣内智則 - 天の声
- ザ・サバイバル第2回
  - Aマッソ、三四郎、じゅんいちダビッドソン、馬鹿よ貴方は、バンビーノ、ヒロシ
  - 陣内智則 - 天の声
- ザ・サバイバル第3回
  - 相席スタート、さらば青春の光、2700、パンサー、ゆりやんレトリィバァ
  - ノブ（千鳥）- 天の声
- 第4回
  - あばれる君、おかずクラブ、トータルテンボス、山里亮太（南海キャンディーズ）、パンサー、横澤夏子
  - 「ネタ」「VTR」「ドッキリ」の3ジャンル。
  - 陣内智則 - 天の声

## 放送日時
| 回数 | 放送日            | 時間         | 参考                       |
| ---- | ----------------- | ------------ | -------------------------- |
| 1    | 2015年2月15日(日) | 13:15～14:15 | サンバリュ枠・関東ローカル |
| 2    | 2015年9月20日(日) | 23:00～23:55 | 日曜ドラマ枠・全国ネット   |
| 3    | 2016年3月27日(日) | 23:00～23:55 | 日曜ドラマ枠・全国ネット   |
| 4    | 2017年3月15日(水) | 23:59〜24:54 | プラチナイト枠・全国ネット |

## スタッフ
第4回時点
- 企画･演出：黒川高
- ナレーション：田子千尋、コーイチ（コー→特番第4回）
- イラスト：窪之内英策
- 構成：カツオ、藤井靖大、池谷勇太、丸山浩司
- TM：木村博靖（ザ・サバイバルから）
- SW：鎌倉和由
- CAM：早川智晃
- MIX：小境健太郎
- VE：塩原和益（特番のみ）
- 照明：藤山真緒（ザ・サバイバルから）
- モニター：小内一豊、太田和明（太田→特番第4回）
- 美術プロデューサー：高津光一郎
- デザイン：熊崎真知子
- 装置：千葉勇治
- 電飾：鈴木雄蒔（特番第4回）
- 小道具（ザ・サバイバルから）：林孝一
- メイク：小島梨香（第2,4回）
- スタイリスト：福田幸生、下平純子（2人共→第4回）
- CG：藤井彩人
- 編集：増田功紀（第3,4回、麻布プラザ）、伊藤さやか（第4回、麻布プラザ）
- MA：植木俊彦（第3,4回、麻布プラザ）
- 音効：岡田淳一
- 技術協力：NiTRO、麻布プラザ（麻布→第3回）、ミジェット、インターナショナルクリエイティブ（第4回）
- 美術協力：日本テレビアート
- ロケ技術：EAT
- TK：山沢啓子
- デスク：当田駒子
- AD：大谷俊介（第4回）、牛嶋まなみ、山口早紀（第2回-）、池田拓哉、小見早苗（牛嶋・池田・小見→ザ・サバイバルから）
- AP：安達流海子（第3,4回）、藤田志帆（藤田→ザ・サバイバルから）
- ディレクター：大輪和孝 / 安池薫、関根健二、松﨑秀峰、小山貴広（小山→第3,4回-）、川口順也（第4回、第3回はAD）、飛田一充（第4回）
- プロデューサー：倉田忠明 / 山口敦司
- チーフプロデューサー：伊東修
- 制作協力：THE WORKS
- 製作著作：日テレ

### 過去のスタッフ
- TM：江村多加司（第3回まで）
- VE：三崎美貴（ザ・サバイバルのみ）
- 照明：青山桃子（第2回）、名取孝昌（第3回）
- 電飾：平ノ内厚夫（第2回）、飯塚奈美（第3回）、生出華江（ザ・サバイバル）
- メイク：小室あい（第3回）
- スタイリスト：長谷川渉（第3回まで）
- CG：齊藤利紀（第3回まで）
- 編集：宮島洋介、青柳香織（共に第2回）
- MA：志村武浩（第2回）
- 技術協力：ヌーベルアージュ（第2回）
- AD：佐藤優里、入一樹（佐藤・入→第2,3回）、三浦芳、豊田侑吏恵（豊田→第2回,ザ・サバイバル-）、池上雄哉、篠崎智美（それ以外→ザ・サバイバルから）
- AP：相馬令子（第2回）、田中智子（第2,3回）、小黒みやこ（ザ・サバイバルから）
- ディレクター：山本雅一（第3回）